# Cod Insee
Codurile Insee reprezintă o serie de coduri numerice sau alfanumerice atribuite de către Institut Național de Statistică și Studii Economice din Franța pentru a identifica diversele aspecte legate de comunele, populația și firmele franceze. De exemplu, Codul Oficial Geografic (COG) reprezintă nomenclatorul comunelor din Franța.